# Unatoned
Unatoned (stilizzato UNATØNED) è l'undicesimo album in studio del gruppo musicale statunitense Machine Head, pubblicato il 25 aprile 2025 dalla Nuclear Blast e dall'Imperium Recordings. Si tratta del primo album registrato con il batterista Matt Alston e il chitarrista Reese Scruggs.

## Tracce
Testi e musiche di Robb Flynn, eccetto dove indicato.
1. Landscape of Thorns – 0:31
2. Atomic Revelations – 3:41 (Robb Flynn, Reese Scruggs)
3. Unbound – 3:56
4. Outsider – 3:56
5. Not Long for This World – 3:55 (Robb Flynn, Jared MacEachern, Reese Scruggs)
6. These Scars Won't Define Us – 3:30
7. Dustmaker – 2:10
8. Bonescraper – 3:33
9. Addicted to Pain – 3:10 (Robb Flynn, Jared MacEachern, Reese Scruggs)
10. Bleeding Me Dry – 5:36 (Robb Flynn, Jared MacEachern, Reese Scruggs)
11. Shards of Shattered Dreams – 3:28 (Robb Flynn, Jared MacEachern, Reese Scruggs)
12. Scorn – 4:16

## Formazione
Machine Head
- Robb Flynn – voce, chitarra, produzione
- Reese Scruggs – chitarra
- Jared MacEachern – basso, voce secondaria
- Matt Alston – batteria, percussioni

Altro personale
- Zack Ohren – produzione, ingegneria del suono
- Colin Richardson – missaggio
- Chris Clancy – missaggio, ingegneria del suono
- Ted Jensen – mastering
- Anders Fridén – voce in These Scars Won't Define Us
- Andrea Ferro – voce in These Scars Won't Define Us
- Cristina Scabbia – voce in These Scars Won't Define Us
- Trevor Phipps – voce in These Scars Won't Define Us